# Contea di Cook (Georgia)
La contea di Cook (in inglese Cook County) è una contea dello Stato della Georgia, negli Stati Uniti. La popolazione al censimento del 2000 era di 15 771 abitanti. Il capoluogo di contea è Adel.